# Perturbator
James Kent, besser bekannt als Perturbator, ist ein französischer Musiker in den Genres Electro- und Retrowave-Musik aus Paris.

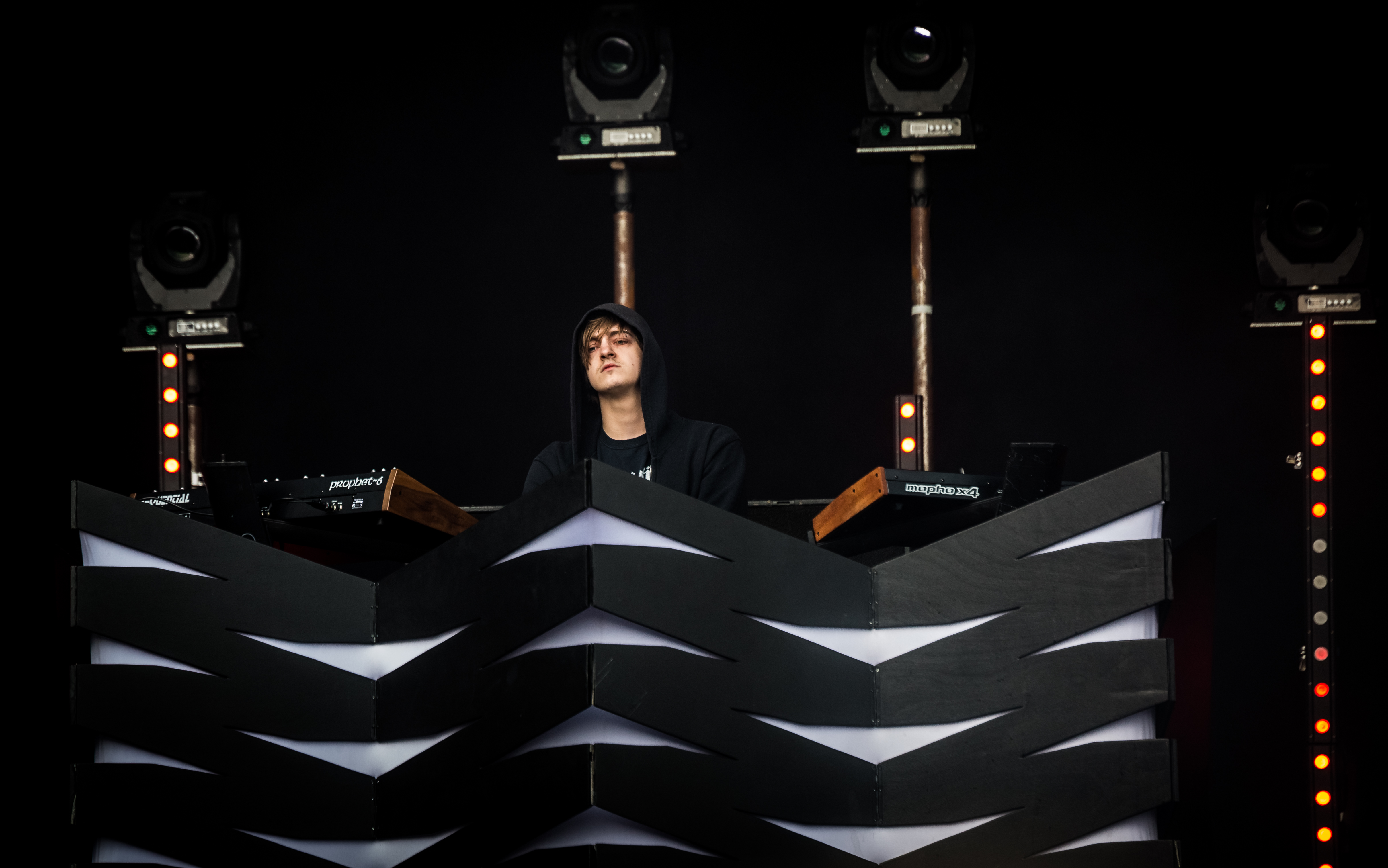
Perturbator live bei Rock am Ring 2017

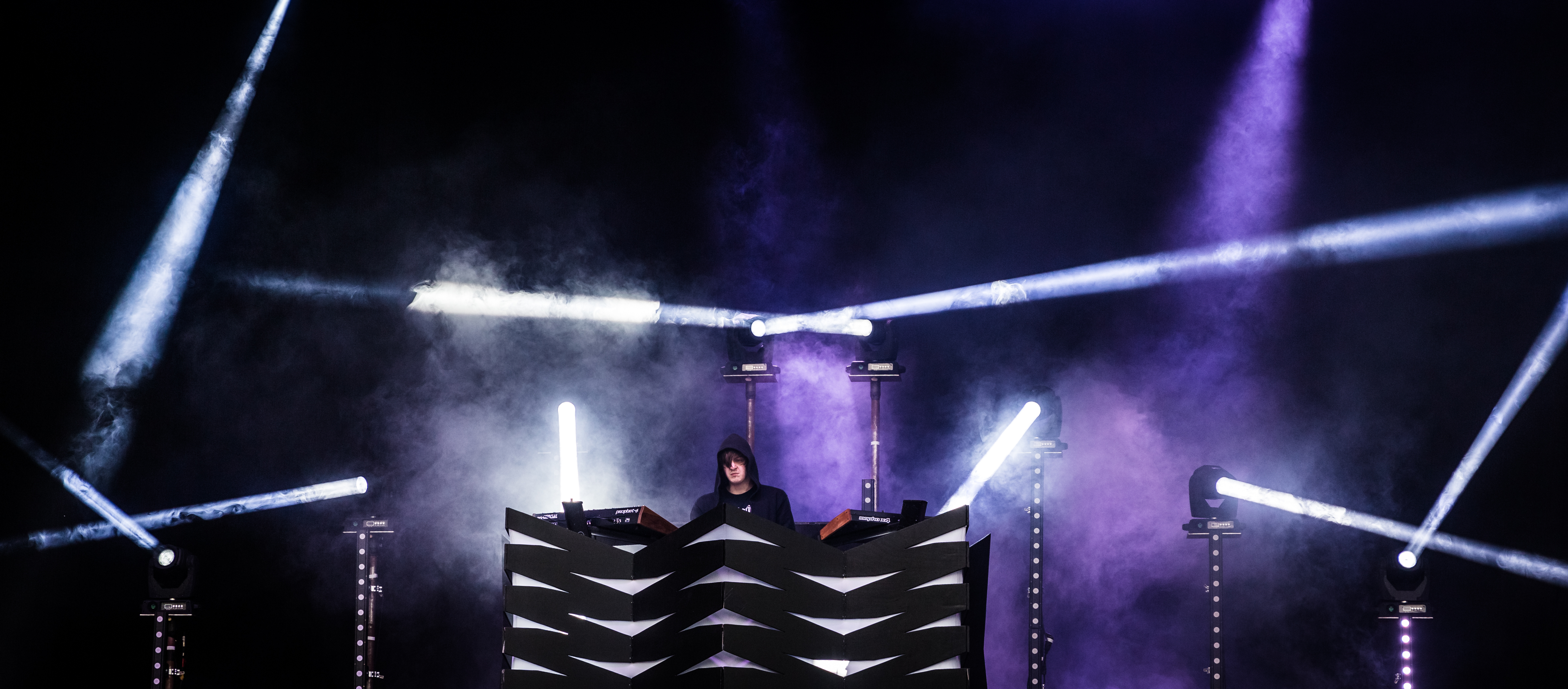
Perturbator live bei Rock am Ring 2017

## Leben
Kent wuchs in einer musikalischen Familie auf. Seine Eltern waren Journalisten und Kritiker im Bereich Rockmusik. Außerdem waren beide in ihrer Jugend Teil einer Trance- und Techno-Band, was dazu führte, dass Kent sein Interesse an Synthesizern quasi bedingt durch sein Elternhaus entwickelte. Seine musikalische Laufbahn begann ursprünglich als Gitarrist in einigen Black-Metal-Bands. Seit 2012 produziert er düstere, elektronische Musik und hat bereits eine ganze Reihe an Veröffentlichungen auf den Markt gebracht. Das Album The Uncanny Valley (dt. „Das unheimliche Tal“) erschien 2016 auf dem finnischen Label Blood Music und ist wie die meisten seiner Veröffentlichungen in vielen Verschiedenen Versionen zu erhalten (CDs, Kassetten, unterschiedlich gefärbte Schallplatten).
Die Musik ist Teil des Soundtracks zu den Computerspielen Hotline Miami und Hotline Miami 2: Wrong Number. Der Erfolg der Spiele trug auch um ein Wesentliches zu dem Erfolg von Perturbator bei.
Nebenher ist Kent mit der Nebenband L’Enfant De La Fôret tätig.
Perturbator gibt inzwischen regelmäßig Auftritte in mehreren europäischen Ländern.

## Stil
Die zum Großteil düstere, elektronische Musik ist in ihrem Stil von der Cyberpunk-Kultur und von Filmen wie Akira, Ghost in the Shell und Running Man inspiriert. Die Plattencover und Videos der einzelnen Veröffentlichungen spielen mit der Ästhetik von Satanismus, Sex, den 1980er Jahren und Videospielen, sind gleichzeitig aber zum Teil auch futuristisch und dystopisch gestaltet. Kent nutzt zur Produktion unterschiedliche Synthesizer, teilweise werden Selbige der älteren Generation emuliert (z. B. den Oberheim OB-X) um einen Retro-Effekt zu erzeugen. Er gilt als einer der stilprägendsten Künstler des Retrowave.

## Diskografie

### Studioalben
- TERROR 404 (Mai 2012)
- I Am the Night (Dezember 2012)
- Dangerous Days (Juni 2014, Blood Music, Telefuture Records)
- The Uncanny Valley (Mai 2016, Blood Music)
- New Model (September 2017, Blood Music)
- Lustful Sacraments (Mai 2021)

### EPs
- Night Driving Avenger (März 2012)
- Nocturne City (August 2012, Aphasia Records)
- The 80s Slasher (Oktober 2012, mit Protector 101, Aphasia Records)
- Split (März 2013, Revolving Door Records) - Kollaboration zwischen Perturbator and Protector 101
- Sexualizer (Juni 2013, Aphasia Records)
- The Uncanny Valley - Bonus (Mai 2016, Blood Music)

### Kompilationen
- B-sides and Remixes, Vol. I (November 2018, Blood Music)
- B-sides and Remixes, Vol. II (November 2018, Blood Music)

### Singles
- She Moves Like a Knife (Januar 2014)
- She is Young, She is Beautiful, She is Next (März 2015)
- Assault (April 2015)
- Tactical Precision Disarray (Dezember 2016)